# Ola B. Johannessen
Ola Bjørnssønn Johannessen, född 17 mars 1939 i Trondheim, är en norsk skådespelare, teaterregissör och teaterchef.
Johannessen debuterade 1961 i Historia om Vasco på Det norske teatret. Han var engagerad där 1962–1970 och verkade därefter vid flera olika teatrar, bland annat Teatret Vårt och Rogaland Teater. År 1972 var han med och startade Møre og Romsdals regionteater och tillhörde dess ensemble under flera säsonger. Bland hans roller återfinns Jan i 
Bleikeplassen, Skule i Kongsemnerne och Johannes i Ordet. Han har därtill haft ledande roller i musikaler som West Side Story och Spelemann på taket. I den mimisk-koreografiska teatergenren har han spelat huvudrollen i Körsbärsträdgården. Han har därutöver verkat som film- och TV-skådespelare med debut 1959 i Unga syndare. Han har sammanlagt gjort 32 roller 1959–2002.
Bland hans regiuppdrag kan nämnas Orestien av Aiskhylos vid Det Norske Teatret, Du kan da ikke bare gå så vel och Guys and Dolls vid Trøndelag Teater samt Brand på Rogaland Teater.
Han var i två perioder chef för Trøndelag Teater, 1979—1984 och 1997–2000. Åren 1994–1997 var han chef för Rogaland Teater.
Åren 1998–2001 var han jurymedlem för Heddaprisen.

## Filmografi (urval)
- 1959 – Unga syndare
- 1961 – Hans Nielsen Hauge
- 1962 – Tonny
- 1966 – Skrift i sne
- 1968 – Prinsessa på villovägar
- 1986 – Plastpåsen
- 2002 – Hotel Cæsar (TV-serie)